# 鹤山站 (平安南道)
鶴山站（韓語：학산역）是朝鮮民主主義人民共和國平安南道殷山郡的一個鐵路車站，属于殷山线。

## 邻近车站
直洞煤矿线
殷山站 - 鶴山站 - 戴建站